# Vụ UFO Calvine

Bức ảnh gốc duy nhất còn tồn tại của UFO Calvine.

Vụ UFO Calvine (còn gọi là Sự kiện UFO Calvine) là hiện tượng quan sát thấy một vật thể bay không xác định (UFO) được người dân trình báo gần xóm Calvine ở Perthshire, Scotland vào tháng 8 năm 1990.

## Diễn biến
Vụ việc ban đầu được hai người đàn ông tường thuật cho tờ Daily Record, báo lá cải có trụ sở tại Glasgow, với lời tuyên bố rằng họ đã chứng kiến một vật thể hình thoi không xác định khi đang đi bộ trên đồng cỏ phía trên Calvine vào tối ngày 4 tháng 8 năm 1990. Họ kể lại rằng họ đã tìm nơi trú ẩn dưới một số cái cây gần đó, rồi quan sát phi thuyền, chụp ảnh trong khi nó lơ lửng lặng lẽ phía trên trước khi bay lên theo chiều thẳng đứng và biến mất khỏi tầm nhìn.
Hai nhân chứng về sau đã kể câu chuyện này cho tờ Daily Record rồi giao nộp tài liệu và bản ghi âm gốc của họ, sau đó mới chuyển giao cho Bộ Quốc phòng (MOD). Bản ghi âm và tài liệu gốc về sau đã biến mất và câu chuyện này không bao giờ được tờ Daily Record công bố. Vẫn chưa ai biết rõ danh tính của các nhân chứng này mặc dù một nhóm nhà nghiên cứu dưới sự chỉ đạo của nhà báo điều tra David Clarke đã nỗ lực tìm kiếm họ.
Trong những năm tiếp theo, những báo cáo về vụ chứng kiến và tin đồn về bức ảnh dần dần xuất hiện, và vụ việc dần thu hút sự quan tâm của công chúng. Một phần tài liệu có trong nguồn tư liệu thuộc Bộ Quốc phòng do Cục Lưu trữ Quốc gia công bố năm 2009 đã giúp cung cấp thêm thông tin chi tiết về vụ chứng kiến này và thu hút thêm sự chú ý. Điều này cuối cùng đã dẫn đến việc Clarke phát hiện ra một bức ảnh chụp ban đầu về UFO, về sau được đăng trên tờ báo lá cải có trụ sở tại Anh là Daily Mail vào thứ Bảy ngày 13 tháng 8 năm 2022, với bản phát hành trực tuyến vào đêm hôm trước. Việc công bố bức ảnh này đã dẫn đến sự đưa tin đáng kể của giới truyền thông và được duy trì qua các câu chuyện sau đó, khi các hãng tin dẫn đầu phạm vi đưa tin của họ qua hàng tít thường giật gân mô tả bức ảnh của Calvine là "bức ảnh UFO đẹp nhất từ trước đến nay" (2022), "bằng chứng bức ảnh đẹp nhất từ trước đến nay" (2023),, "Bức ảnh UFO rõ ràng nhất thế giới" (2024), và "bức ảnh UFO đẹp nhất từng thấy" (2025).

## Bối cảnh
Sự tồn tại của những bức ảnh chụp UFO Calvine lần đầu tiên được cựu nhân viên văn phòng Bộ Quốc phòng Nick Pope tường thuật trong cuốn sách nhan đề Open Skies, Closed Minds xuất bản năm 1996 dựa trên kinh nghiệm ghi chép về hiện tượng quan sát thấy UFO được báo cáo cho MOD khi ông còn công tác tại đơn vị Sec(AS)2, với cái tên 'phòng ban UFO', từ năm 1991 đến năm 1994.
Trong cuốn sách này, Pope mô tả vắn tắt về vụ chứng kiến Calvine, diễn ra một năm trước khi ông đến Sec(AS)2, là "một trong những trường hợp hấp dẫn nhất trong hồ sơ của Bộ Quốc phòng". Ông giải thích cách hai người đàn ông đi bộ phía trên Calvine nghe thấy tiếng vo ve nhỏ và quay lại nhìn thấy một vật thể hình thoi lớn trên bầu trời. Vật thể lơ lửng trong khoảng mười phút, cùng lúc đó, một trong hai người nọ đã chụp được sáu bức ảnh, trước khi vật thể lạ bay đi theo chiều thẳng đứng với tốc độ lớn. Trong quá trình chứng kiến, một chiếc máy bay phản lực, mà MOD xác định là Harrier, thực hiện vài lần bay thấp "như thể phi công cũng nhìn thấy vật thể lạ và và đang tiến lại gần để quan sát kỹ hơn". Pope giải thích là nhờ phân tích chuyên môn do MOD thực hiện kết luận rằng những bức ảnh nêu trên "không phải là giả mạo" và đánh dấu trường hợp này là "vật thể không giải thích được, vụ việc đã khép lại, không có hành động nào nữa". Ông còn bật mí từng có cả một phiên bản cỡ áp phích của một trong những bức ảnh gốc treo trên tường phòng nơi ông làm việc cho đến khi bị Trưởng phòng bắt gỡ xuống.